# Список Героев Социалистического Труда (Габалис — Гаязова)
Эта страница является частью списка Героев Социалистического Труда и перечисляет в алфавитном порядке лиц, удостоенных звания Героя Социалистического Труда, чьи фамилии начинаются с буквы «Г», от Габалис до Гаязова.
- Список не включает дважды и трижды Героев Социалистического Труда, а также лиц, лишённых этого звания.
- Список содержит информацию о датах жизни, роде деятельности и дате присвоения звания Героя.
- Герои, удостоенные звания посмертно, выделены в списке  серым цветом .
- Герои, сменившие фамилию после присвоения звания, приводятся в списках дважды, при этом строка с новой фамилией выделяется  бежевым цветом  и не имеет номера.

## Список людей, фамилии которых начинаются с «Г»
| Навигационная таблица | Навигационная таблица   |
| --------------------- | ----------------------- |
| «Г»                   | Габалис — Гаязова       |
| «Г»                   | Гвадзабия — Гныдюк      |
| «Г»                   | Гоберман — Гошхотелиани |
| «Г»                   | Грабин — Грязных        |
| «Г»                   | Губа — Гюрекян          |

| №          | Фамилия, имя, отчество              | Даты жизни              | Деятельность | Дата присвоения | ГС         |
| ---------- | ----------------------------------- | ----------------------- | --- | --------------- | ---------- |
| 1          | Габалис Антанас Антанович           | 21.03.1927 — 20.03.2007 | Экскаваторщик Акмянского цементного завода Литовского совнархоза | 28.05.1960      | [ ГС 1 ]   |
| 2          | Габбазов Саит Файзрахманович        | 08.09.1925 — 17.03.2007 | Бригадир колхоза «Алга» Тетюшского района Татарской АССР | 07.12.1973      | [ ГС 2 ]   |
| 3          | Габдрахимов Газиз Габдрахимович     | 13.05.1906 — 1994       | Машинист врубовой машины шахты № 39 комбината «Молотовуголь» Министерства угольной промышленности восточных районов СССР, Молотовская область                                                               | 28.08.1948      | [ ГС 3 ]   |
| 4          | Габдрахманова Стэлла Закиевна       | род. 17.11.1933         | Учительница Новокинерской средней школы, Арский район Татарской АССР | 27.06.1978      | [ ГС 4 ]   |
| 5          | Габдуллин Нуркен                    | 26.10.1925 — 23.07.2005 | Старший чабан колхоза «Кзыл-Кайн» Аксуатского района Семипалатинской области | 23.07.1948      | [ ГС 5 ]   |
| 6          | Габелия Бадга Павлович              | 1905 — ????             | Звеньевой колхоза имени Кецховели Гальского района Абхазской АССР | 21.02.1948      | [ ГС 6 ]   |
| 7          | Габитов Мидхат Исмагилович          | 13.01.1925 — 10.10.2010 | Машинист экскаватора Башкирского медно-серного комбината Башкирского совнархоза | 09.06.1961      | [ ГС 7 ]   |
| 8          | Габлая Бадзу Фёдорович              | 1904 — ????             | Бригадир колхоза имени Ленина Очемчирского района Абхазской АССР | 21.02.1948      | [ ГС 8 ]   |
| 9          | Габриадзе Леван Николаевич          | 18.02.1906 — ????       | Секретарь Кутаисского районного комитета Компартии (большевиков) Грузии | 25.11.1950      | [ ГС 9 ]   |
| 10         | Габрилович Евгений Иосифович        | 29.09.1899 — 05.12.1993 | Кинодраматург, писатель, заслуженный деятель искусств РСФСР, гор. Москва | 24.10.1979      | [ ГС 10 ]  |
| 11         | Габричидзе Прамон Минагович         | 1919 — ????             | Звеньевой колхоза имени Кирова Болнисского района Грузинской ССР | 03.07.1950      |            |
| 12         | Габуния Александр Малакиевич        | 1904 — ????             | Директор Кохорского совхоза Министерства сельского хозяйства СССР, Гальский район Абхазской АССР | 05.07.1949      | [ ГС 11 ]  |
| 13         | Гаврикова Вера Ивановна             | 12.10.1922 — 05.07.2010 | Доярка колхоза «Прогресс» Сасовского района Рязанской области | 08.04.1971      | [ ГС 12 ]  |
| 14         | Гавриленко Андрей Гордеевич         | 06.06.1919 — 28.04.1987 | Председатель колхоза «Победа» Промышленновского района Кемеровской области | 11.01.1957      | [ ГС 13 ]  |
| 15         | Гавриленко Евдокия Малаховна        | 14.08.1915 — ????       | Доярка колхоза имени Жданова Горецкого района Могилёвской области | 22.03.1966      | [ ГС 14 ]  |
| 16         | Гавриленко Ольга Владимировна       | 13.03.1926 — 02.04.2006 | Птичница совхоза «Светлый путь» Первомайского района Алтайского края | 22.03.1966      | [ ГС 15 ]  |
| 17         | Гавриленко Феодосия Петровна        | 1912 — 06.1999          | Звеньевая зернового совхоза «Учебно-опытный» Министерства совхозов СССР, Мечётинский район Ростовской области                                                                                               | 05.03.1949      | [ ГС 16 ]  |
| 18         | Гаврилин Валентин Михайлович        | 1928 — 02.1965          | Буровой мастер Фроловской конторы разведочного бурения треста «Сталинграднефтегазразведка» Сталинградского совнархоза                                                                                       | 19.03.1959      | [ ГС 17 ]  |
| 19         | Гаврилкевич Бенедикт Брониславович  | 14.11.1909 — 30.06.1994 | Председатель колхоза имени Карла Маркса Беляевского района Одесской области | 22.03.1966      | [ ГС 18 ]  |
| 20         | Гаврилов Александр Григорьевич      | 20.06.1927 — 14.05.2008 | Директор госплемзавода «Славное» Раздольненского района Крымской области | 07.06.1990      | [ ГС 19 ]  |
| 21         | Гаврилов Александр Сергеевич        | 18.11.1913 — 29.06.1994 | Бригадир тракторной бригады Атяшевской МТС Мордовской АССР | 13.01.1950      | [ ГС 20 ]  |
| 22         | Гаврилов Василий Фёдорович          | 01.01.1929 — 25.09.2003 | Комбайнёр совхоза «Сибиряк» Сафакулевского района Курганской области | 19.04.1967      | [ ГС 21 ]  |
| 23         | Гаврилов Илья Гаврилович            | 02.08.1900 — 02.1977    | Капитан теплохода «Вильнюс» Балтийского морского пароходства, гор. Ленинград | 21.06.1957      | [ ГС 22 ]  |
| 24         | Гаврилов Леонид Матвеевич           | 09.06.1909 — 25.12.1986 | Скотник-пастух колхоза «12-й Октябрь» Костромского района Костромской области | 26.08.1953      | [ ГС 23 ]  |
| 25         | Гаврилов Николай Емельянович        | 02.01.1929 — 23.07.2005 | Бригадир комплексной бригады передвижной механизированной колонны № 16 общестроительного треста № 18 «Ленуниверситетстрой» Главленинградстроя исполкома Ленинградского городского Совета народных депутатов | 07.05.1982      | [ ГС 24 ]  |
| 26         | Гаврилов Пётр Семёнович             | 10.10.1919 — 29.06.2014 | Мастер леса Пряжинского леспромхоза Карельской АССР | 05.10.1957      | [ ГС 25 ]  |
| 27         | Гаврилов Ренгольд Александрович     | 27.03.1931 — 07.05.2008 | Бригадир монтажников Сормовского строительно-монтажного управления Горьковского домостроительного комбината Министерства строительства СССР                                                                 | 07.05.1971      | [ ГС 26 ]  |
| 28         | Гаврилов Сергей Алексеевич          | 20.09.1914 — 21.05.1983 | Главный конструктор ОКБ-26 при Уфимском моторостроительном заводе Министерства авиационной промышленности СССР, Башкирская АССР                                                                             | 19.12.1975      | [ ГС 27 ]  |
| 29         | Гаврилов Яков Иванович              | 04.02.1910 — 02.08.1984 | Начальник научно-исследовательского отделения № 5 Научно-исследовательского радиотехнического института (НИРТИ) Министерства радиопромышленности СССР, гор. Москва                                          | 26.04.1971      | [ ГС 28 ]  |
| 30         | Гаврилова Александра Арсеньевна     | 1907 — ????             | Звеньевая семеноводческого колхоза имени Ильича Бежецкого района Калининской области | 28.02.1949      | [ ГС 29 ]  |
| 31         | Гаврилова Антонина Васильевна       | 05.07.1923 — 20.05.2004 | Звеньевая свиноводческого совхоза «Ударник» Министерства совхозов СССР, Промышленновский район Кемеровской области                                                                                          | 25.02.1949      | [ ГС 30 ]  |
| 32         | Гаврилова Екатерина Дмитриевна      | 1907—1975               | Бригадир полеводческой бригады свиноводческого совхоза «Ручьи» Министерства мясной и молочной промышленности СССР, Калининский район гор. Ленинграда                                                        | 03.11.1951      | [ ГС 31 ]  |
| 33         | Гаврилова Надежда Васильевна        | 21.02.1938 — 19.02.2018 | Раскройщица Кузнецкой обувной фабрики Министерства лёгкой промышленности РСФСР, Пензенская область | 09.06.1966      | [ ГС 32 ]  |
| 34         | Гаврилова Римма Александровна       | 31.07.1934 — 31.10.2008 | Ткачиха Вязниковского льнокомбината Министерства текстильной промышленности РСФСР, Владимирская область | 16.01.1974      | [ ГС 33 ]  |
| 35         | Гаврилова Татьяна Андреевна         | род. 03.11.1925         | Председатель колхоза «Здобуток Жовтня» Тальновского района Черкасской области | 08.12.1973      | [ ГС 34 ]  |
| 36         | Гаврилюк Александра Евгеньевна      | 21.01.1936 — 28.01.1998 | Звеньевая колхоза «Москва» Подволочисского района Тернопольской области | 31.12.1965      |            |
| 37         | Гаврилюк Анна Игнатьевна            | 1921 — ????             | Звеньевая колхоза имени Молотова Ружичнянского района Каменец-Подольской области | 16.02.1948      | [ ГС 35 ]  |
| 38         | Гаврилюк Станислав Иванович         | 23.06.1938 — 24.02.2018 | Бригадир опытного хозяйства Всесоюзного научно-исследовательского института зернового хозяйства, Шортандинский район Целиноградской области                                                                 | 19.02.1981      | [ ГС 36 ]  |
| 39         | Гавринёв Иван Леонтьевич            | 1926 — ????             | Бригадир бетонщиков шахтостроительного управления № 8 комбината «Ростовшахтострой» Министерства угольной промышленности СССР, Ростовская область                                                            | 08.05.1979      | [ ГС 37 ]  |
| 40         | Гавриш Алексей Алексеевич           | 28.04.1925 — 20.09.2015 | Звеньевой колхоза «Пятыричка» Сахновщинского района Харьковской области | 24.12.1976      | [ ГС 38 ]  |
| 41         | Гавриш Евдокия Семёновна            | 1885 — ????             | Звеньевая колхоза «Первое мая» Скадовского района Херсонской области | 22.12.1951      | [ ГС 39 ]  |
| 42         | Гавришев Валерий Георгиевич         | 25.08.1928 — 02.03.2013 | Звеньевой колхоза «Страна Советов» Балахтинского района Красноярского края | 07.01.1948      | [ ГС 40 ]  |
| 43         | Гаврылив Мелания Васильевна         | род. 1920               | Звеньевая колхоза «Зоря комунизму» Сколевского района Дрогобычской области | 26.02.1958      |            |
| 44         | Гаврюшин Иван Фролович              | 21.12.1925 — 03.12.1981 | Начальник дистанции контактной сети Бердяушского участка энергоснабжения Южно-Уральской железной дороги, Челябинская область                                                                                | 04.08.1966      | [ ГС 41 ]  |
| 45         | Гаврюшина Зоя Фёдоровна             | род. 03.09.1925         | Бригадир карамельщиков 1-й кондитерской фабрики № 1 Ленинградского производственного объединения кондитерской промышленности «Ленкондпром» Министерства пищевой промышленности РСФСР                        | 21.07.1966      | [ ГС 42 ]  |
| 46         | Гаврющенко Мария Степановна         | 13.08.1927 — 13.01.2007 | Звеньевая подсобного хозяйства имени Куйбышева Кузнецкого металлургического комбината Министерства металлургической промышленности СССР, Кузнецкий район Кемеровской области                                | 31.10.1949      |            |
| 47         | Гавсидинов Гиясидин                 | 1927—1978               | Бригадир колхоза «Кызыл-Шарк» Кара-Сууского района Ошской области | 20.03.1951      | [ ГС 43 ]  |
| 48         | Гагадзе Караман Семёнович           | 1921 — ????             | Старший чабан колхоза села Млета Душетского района Грузинской ССР | 02.04.1966      | [ ГС 44 ]  |
| 49         | Гагаишвили Султан Ибраимовна        | 1928—2015               | Колхозница колхоза имени Кирова Кобулетского района Аджарской АССР | 29.08.1949      | [ ГС 45 ]  |
| 50         | Гагай Лаврентий Иванович            | 09.08.1908 — 10.01.1987 | Комбайнёр Ново-Ясенской МТС Старо-Минского района Краснодарского края | 28.05.1952      | [ ГС 46 ]  |
| 51         | Гаганова Валентина Ивановна         | 03.01.1932 — 25.10.2010 | Бригадир прядильной фабрики Вышневолоцкого хлопчатобумажного комбината Калининского совнархоза | 08.07.1959      | [ ГС 47 ]  |
| 52         | Гагарин Анатолий Павлович           | 29.04.1913 — 1980       | Начальник цеха Ленинградского государственного завода радиокерамики Министерства электронной промышленности СССР                                                                                            | 29.07.1966      | [ ГС 48 ]  |
| 53         | Гагарин Анатолий Семёнович          | 22.05.1931 — 15.01.1984 | Машинист дистрибутора Новолипецкого металлургического завода Министерства чёрной металлургии СССР, гор. Липецк                                                                                              | 29.12.1973      | [ ГС 49 ]  |
| 54         | Гагарина Елена Александровна        | 05.06.1926 — 15.08.2008 | Литейщица санитарно-строительных керамических изделий Буньковского завода керамических изделий Главмособлстройматериалов при Мособлисполкоме, Ногинский район Московской области                            | 07.05.1971      | [ ГС 50 ]  |
| 55         | Гагин Григорий Васильевич           | 1907—1979               | Бригадир полеводческой бригады колхоза «Красный маяк» Минусинского района Красноярского края | 07.01.1948      | [ ГС 51 ]  |
| 56         | Гагнидзе Ясон Алексеевич            | 1914 — ????             | Бригадир виноградарского совхоза «Цинандали» Министерства пищевой промышленности СССР, Телавский район Грузинской ССР                                                                                       | 04.09.1950      |            |
| 57         | Гагуа Лео Еквтимовна                | 1910 — ????             | Колхозница колхоза имени Орджоникидзе Махарадзевского района Грузинской ССР | 23.07.1951      | [ ГС 52 ]  |
| 58         | Гагуа Нина Тимофеевна               | 1911 — ????             | Колхозница колхоза имени Молотова Махарадзевского района Грузинской ССР | 01.09.1951      | [ ГС 53 ]  |
| 59         | Гагуа Ной Ионович                   | 1908 — ????             | Заведующий районным отделом сельского хозяйства Цхакаевского района Грузинской ССР | 21.02.1948      | [ ГС 54 ]  |
| 60         | Гаделия Романоз Максимович          | 1917 — ????             | Звеньевой колхоза имени Махарадзе Гальского района Абхазской АССР | 21.02.1948      | [ ГС 55 ]  |
| 61         | Гаджиев Аллахкули Намаз оглы        | 1899—1985               | Заведующий фермой колхоза имени Кагановича Ждановского района Азербайджанской ССР | 17.08.1948      | [ ГС 56 ]  |
| 62         | Гаджиев Аскер Байрамали оглы        | 10.05.1938 — 1998       | Мастер строительного управления № 42 треста № 4 Министерства промышленного строительства Азербайджанской ССР, гор. Баку                                                                                     | 26.04.1976      | [ ГС 57 ]  |
| 63         | Гаджиев Гаджи Гянджали оглы         | 1913 — 30.11.1979       | Заведующий районным отделом сельского хозяйства Карягинского района Азербайджанской ССР | 10.03.1948      | [ ГС 58 ]  |
| 64         | Гаджиев Кудрят Курбан оглы          | 01.07.1908 — ????       | Бригадир тракторной бригады Астрахан-Базарской МТС Астрахан-Базарского района Азербайджанской ССР | 17.08.1950      | [ ГС 59 ]  |
| 65         | Гаджиев Юнис Мухтар оглы            | 17.06.1923 — ????       | Старший чабан овцеводческого совхоза «28 Апреля» Евлахского района Азербайджанской ССР | 21.11.1958      | [ ГС 60 ]  |
| 66         | Гаджиев Юнсур Мусахан оглы          | 1905 — 18.11.1969       | Бригадир колхоза имени Тельмана Пушкинского района Азербайджанской ССР | 30.04.1966      | [ ГС 61 ]  |
| 67         | Гаджиева Аджаб Магерам кызы         | 1924 — ????             | Звеньевая Мартунинского виноградарского совхоза Министерства пищевой промышленности СССР, Мартунинский район Нагорно-Карабахской автономной области                                                         | 04.09.1950      | [ ГС 62 ]  |
| 68         | Гаджиева Бадам Азиз кызы            | 20.12.1927 — 16.08.1959 | Звеньевая колхоза имени Ленина Карягинского района Азербайджанской ССР | 10.03.1948      | [ ГС 63 ]  |
| 68.000001  | Гаджиева Зара Абдулвагабовна        | 10.06.1922 — 21.10.2009 | Бригадир полеводческой бригады Меркенского свеклосовхоза Министерства пищевой промышленности СССР, Меркенский район Джамбулской области                                                                     | 08.05.1948      | [ ГС 64 ]  |
| 69         | Гадоева Зебо                        | 1920—1998               | Звеньевая колхоза имени Ильича Кулябского района Кулябской области | 01.03.1948      | [ ГС 65 ]  |
| 70         | Гадяцкий Александр Васильевич       | 22.08.1925 — 21.11.2008 | Директор среднего сельского профессионально-технического училища № 4, гор. Лебедин Сумской области | 27.06.1978      | [ ГС 66 ]  |
| 71         | Гаевой Тимофей Владимирович         | 21.02.1909 — 05.01.1979 | Начальник Полтавского паровозоремонтного завода Полтавского совнархоза | 01.08.1959      | [ ГС 67 ]  |
| 72         | Гаевский Валентин Васильевич        | род. 05.01.1940         | Механизатор колхоза «Дружба» Николаевского района Одесской области | 08.12.1973      | [ ГС 68 ]  |
| 73         | Гаевский Павел Фёдорович            | 28.02.1905 — 16.11.1979 | Директор Московского коксогазового завода имени 50-летия Великого Октября Министерства чёрной металлургии СССР, Московская область                                                                          | 30.03.1971      | [ ГС 69 ]  |
| 74         | Газарян Подвакан Оганесович         | 1898—1951               | Звеньевой виноградарского совхоза «Азербайджан» Министерства пищевой промышленности СССР, Азербайджанская ССР                                                                                               | 04.09.1950      | [ ГС 70 ]  |
| 75         | Газарян Сурен Михайлович            | 1918 — ????             | Чабан колхоза «Пролетар» Сисианского района Армянской ССР | 06.09.1973      | [ ГС 71 ]  |
| 76         | Газатов Таласбай                    | 01.05.1907 — ????       | Бригадир колхоза «Ленинабад» Аккурганского района Ташкентской области | 20.02.1978      | [ ГС 72 ]  |
| 77         | Газибеков Темирбек                  | 1898 — ????             | Звеньевой колхоза имени Ленина Ворошиловабадского района Сталинабадской области | 01.03.1948      | [ ГС 73 ]  |
| 78         | Газиев Абдурахман                   | 1913 — ????             | Чабан колхоза «Цудахарский» Левашинского района Дагестанской АССР | 22.03.1966      | [ ГС 74 ]  |
| 79         | Газиев Ислам Гареевич               | род. 30.09.1929         | Машинист экскаватора строительно-монтажного управления № 1 треста «Востокпроводмеханизация» Министерства строительства предприятий нефтяной и газовой промышленности СССР, Башкирская АССР                  | 20.02.1975      | [ ГС 75 ]  |
| 80         | Газикулов Низам                     | 1927 — ????             | Бригадир комплексной бригады строительного управления № 3 треста «Алмалыксвинецстрой» Министерства строительства Узбекской ССР, Ташкентская область                                                         | 12.01.1963      | [ ГС 76 ]  |
| 81         | Гаибов Джалмат                      | 10.01.1917 — ????       | Председатель колхоза имени Тельмана Орджоникидзеабадского района Сталинабадской области | 01.03.1948      | [ ГС 77 ]  |
| 82         | Гаибов Суяр                         | 1904 — ????             | Звеньевой колхоза имени Тельмана Науского района Ленинабадской области | 01.03.1948      | [ ГС 78 ]  |
| 83         | Гаибова Ханифа                      | 1912 — ????             | Бригадир хлопководческой бригады колхоза имени Хрущёва Сталинабадского района Таджикской ССР | 17.01.1957      |            |
| 84         | Гаипов Махтум                       | 1906—1969               | Председатель колхоза «12 лет РККА» Ашхабадского района Ашхабадской области | 17.06.1949      | [ ГС 79 ]  |
| 85         | Гайворон Никифор Никифорович        | 02.02.1913 — ????       | Заведующий коневодством колхоза «2 пятилетка» Ипатовского района Ставропольского края | 13.07.1949      | [ ГС 80 ]  |
| 86         | Гайворонская Феодосия Ивановна      | 20.08.1925 — 09.04.1987 | Звеньевая колхоза имени XXII съезда КПСС Кировского района Талды-Курганской области | 08.04.1971      | [ ГС 81 ]  |
| 87         | Гайдайчук Иван Арсентьевич          | 1922—1975               | Бригадир тракторной бригады Шемонаихинской МТС Восточно-Казахстанской области | 11.01.1957      | [ ГС 82 ]  |
| 88         | Гайдамак Василий Антонович          | 1903 — ????             | Кессонщик мостоотряда № 7 треста «Мостострой-2» Министерства транспортного строительства СССР, гор. Красноярск                                                                                              | 09.08.1958      |            |
| 89         | Гайдамака Василий Иванович          | 1901 — 17.02.1951       | Председатель колхоза «Пятилетка в 4 года» Богодуховского района Харьковской области | 07.05.1948      | [ ГС 83 ]  |
| 89.000002  | Гайдар Мария Лукинична              | 28.09.1920 — 18.09.2011 | Звеньевая колхоза имени Парижской Коммуны Семёновского района Полтавской области | 19.03.1947      | [ ГС 84 ]  |
| 90         | Гайдашевский Андрей Герасимович     | 18.07.1923 — 18.10.1989 | Бригадир колхоза «Украина» Летичевского района Хмельницкой области | 23.06.1966      | [ ГС 85 ]  |
| 91         | Гайдук Анна Семёновна               | 1924 — 03.04.1986       | Свинарка совхоза имени Фурманова Бугурусланского района Оренбургской области | 08.04.1971      | [ ГС 86 ]  |
| 92         | Гайдук Владимир Павлович            | 01.06.1927 — 05.12.1987 | Директор совхоза «Комсомолец» Анивского района Сахалинской области | 19.08.1987      | [ ГС 87 ]  |
| 93         | Гайдук Михаил Георгиевич            | 17.03.1926 — 25.08.2000 | Комбайнёр совхоза «Артёмовец» Октябрьского района Ростовской области | 07.12.1973      | [ ГС 88 ]  |
| 94         | Гайдуков Андрей Николаевич          | 13.12.1916 — 03.10.2003 | Директор Ишимского совхоза Октябрьского района Северо-Казахстанской области | 11.01.1957      | [ ГС 89 ]  |
| 95         | Гайлите Мария Рудольфовна           | 1912 — ????             | Доярка колхоза «Падомью звайгзне» Мадонского района Латвийской ССР | 15.02.1958      | [ ГС 90 ]  |
| 96         | Гайлиш Евгений Антонович            | 27.09.1914 — 23.06.1980 | Главный инженер НИИ-34 Государственного комитета Совета Министров СССР по радиоэлектронике, гор. Ленинград                                                                                                  | 17.06.1961      | [ ГС 91 ]  |
| 97         | Гайнанов Сайдль Абрар               | 28.09.1911 — 08.02.1982 | Начальник коксохимического производства Западно-Сибирского металлургического завода Министерства чёрной металлургии СССР, Кемеровская область                                                               | 22.03.1966      | [ ГС 92 ]  |
| 98         | Гайтамиров Ширвани Хасанович        | 1934 — ????             | Звеньевой совхоза «Атагинский» Грозненского района Чечено-Ингушской АССР | 23.12.1976      | [ ГС 93 ]  |
| 99         | Гайфуллин Миниахмет Зиннатович      | 28.08.1914 — 19.04.2002 | Буровой мастер конторы бурения нефтепромыслового управления «Ишимбайнефть» Башкирского совнархоза | 19.03.1959      | [ ГС 94 ]  |
| 100        | Гайфуллина Рамзия Мударисовна       | род. 12.12.1938         | Свинарка колхоза имени Матросова Туймазинского района Башкирской АССР | 07.03.1960      | [ ГС 95 ]  |
| 101        | Галаган Алексей Иванович            | 1900 — ????             | Управляющий отделением овцеводческого совхоза «Приволье» Министерства совхозов СССР, Ворошиловградская область                                                                                              | 13.03.1948      |            |
| 102        | Галай Пелагея Ивановна              | 14.10.1915 — 07.01.2005 | Бригадир колхоза «Чирвоная змена» Любаньского района Бобруйской области | 03.07.1951      | [ ГС 96 ]  |
| 103        | Галай Пётр Ананьевич                | род. 1934               | Механизатор колхоза имени Ленина Унгенского района Молдавской ССР | 08.12.1973      |            |
| 104        | Галайда Николай Терентьевич         | 10.12.1920 — 31.12.1999 | Председатель колхоза имени Горького Никопольского района Днепропетровской области | 06.03.1981      | [ ГС 97 ]  |
| 105        | Галамбош Барнабаш Петрович          | род. 28.06.1935         | Звеньевой совхоза «Прыкордоннык» Ужгородского района Закарпатской области | 17.08.1988      |            |
| 106        | Галанин Виктор Иванович             | 27.08.1925 — 08.09.2002 | Электромонтёр-линейщик Северных электросетей Министерства энергетики и электрификации СССР, Московская область                                                                                              | 20.04.1971      |            |
| 107        | Галанин Тимофей Григорьевич         | 03.02.1927 — 06.09.2003 | Токарь-расточник завода «Красное Сормово» имени А. А. Жданова Министерства судостроительной промышленности СССР, гор. Горький                                                                               | 15.05.1975      | [ ГС 98 ]  |
| 108        | Галанкин Алексей Михайлович         | 27.06.1915 — 1979       | Машинист экскаватора Ленинградского специализированного управления треста «Гидроспецфундаментстрой» Министерства монтажных и специальных строительных работ СССР                                            | 07.05.1971      | [ ГС 99 ]  |
| 109        | Галанов Павел Иванович              | 15.02.1922 — 26.12.2012 | Слесарь-сборщик Головного производственно-технического предприятия Министерства радиопромышленности СССР, гор. Москва                                                                                       | 26.09.1979      | [ ГС 100 ] |
| 110        | Галанова Мария Егоровна             | род. 1928               | Доярка совхоза «Сосновский» Новокузнецкого района Кемеровской области | 08.04.1971      |            |
| 111        | Галась Михаил Иванович              | 25.10.1929 — 05.04.2006 | Заместитель главного конструктора конструкторского бюро «Южное» Министерства общего машиностроения СССР, Днепропетровская область                                                                           | 12.08.1976      | [ ГС 101 ] |
| 112        | Галата Иван Корнеевич               | род. 20.01.1936         | Звеньевой колхоза «Червоный партизан» Новомосковского района Днепропетровской области | 10.03.1976      | [ ГС 102 ] |
| 113        | Галатов Николай Семёнович           | 17.12.1913 — 13.07.1981 | Директор Криворожского металлургического завода имени В. И. Ленина Министерства чёрной металлургии Украинской ССР, Днепропетровская область                                                                 | 22.03.1966      | [ ГС 103 ] |
| 114        | Галахов Егор Михайлович             | 06.05.1907 — 14.07.1985 | Слесарь-механик завода № 794 Ленинградского совнархоза | 28.04.1963      | [ ГС 104 ] |
| 115        | Галашина Мария Ивановна             | 01.01.1909 — 01.03.1978 | Доярка племенного молочного совхоза «Караваево» Министерства совхозов СССР, Костромской район Костромской области                                                                                           | 12.07.1949      | [ ГС 105 ] |
| 116        | Галвиня Велта Яновна                | 18.10.1928 — ????       | Овцевод колхоза «Яунайс ритс» Мадонского района Латвийской ССР | 08.04.1971      | [ ГС 106 ] |
| 117        | Галеев Габдулхак Галиевич           | 02.08.1916 — 23.07.1991 | Директор совхоза имени Ленина Сабинского района Татарской АССР | 22.03.1966      | [ ГС 107 ] |
| 118        | Галеев Гайфутдин Салахутдинович     | 18.11.1911 — 08.02.1996 | Заведующий отделом Кубанской опытной станции Всесоюзного института растениеводства, Кавказский район Краснодарского края                                                                                    | 08.04.1971      | [ ГС 108 ] |
| 119        | Галеев Шакир Галеевич               | 02.06.1919 — 01.01.1988 | Старший машинист компрессорного цеха Миннибаевского газоперерабатывающего завода имени Ленинского комсомола Министерства газовой промышленности СССР, гор. Альметьевск Татарской АССР                       | 30.03.1971      | [ ГС 109 ] |
| 120        | Галемтерян Цагкануш Кероповна       | род. 01.05.1937         | Ткачиха Ереванского шёлкового комбината имени В. И. Ленина Министерства лёгкой промышленности Армянской ССР                                                                                                 | 09.06.1966      | [ ГС 110 ] |
| 121        | Галеник Григорий Степанович         | 16.04.1914 — 18.03.1991 | Председатель колхоза имени Кирова Полтавского района Омской области | 11.01.1957      | [ ГС 111 ] |
| 122        | Галенко Иван Фёдорович              | 1923—1998               | Комбайнёр Саблинской МТС Александровского района Ставропольского края | 11.01.1957      | [ ГС 112 ] |
| 123        | Галенко Иосиф Афанасьевич           | 14.11.1910 — 13.08.1981 | Машинист экскаватора треста «Укрэкскавация» Министерства монтажных и специальных строительных работ Украинской ССР, Днепропетровская область                                                                | 07.02.1963      | [ ГС 113 ] |
| 124        | Галенчик Григорий Николаевич        | 1924 — ????             | Бригадир колхоза «Заря коммунизма» Народичского района Житомирской области | 22.12.1977      |            |
| 125        | Галиакпаров Агадил                  | 1909 — 04.01.1996       | Председатель колхоза «Бирлик-Истем» Чуйского района Джамбулской области | 28.03.1948      | [ ГС 114 ] |
| 126        | Галиахметов Абдулхай Халикович      | 30.09.1934 — 03.12.2018 | Бригадир слесарей Казанского моторостроительного производственного объединения Министерства авиационной промышленности СССР, Татарская АССР                                                                 | 28.03.1984      | [ ГС 115 ] |
| 127        | Галиахметов Тагир Ахметович         | 11.08.1921 — 24.05.2000 | Председатель колхоза имени XXII партсъезда Вятско-Полянского района Кировской области | 08.04.1971      | [ ГС 116 ] |
| 128        | Галигузова Александра Васильевна    | 07.05.1912 — 05.02.2005 | Бригадир тракторно-полеводческой бригады колхоза имени Сталина Тоцкого района Оренбургской области | 07.03.1960      | [ ГС 117 ] |
| 129        | Галиев Мунавир Мухаметаминович      | 01.08.1934 — 06.09.2012 | Председатель колхоза «Уныш» Дюртюлинского района Башкирской АССР | 29.08.1986      | [ ГС 118 ] |
| 130        | Гализин Иван Васильевич             | 26.06.1929 — 16.08.2017 | Бригадир слесарей Воронежского завода синтетического каучука имени С. М. Кирова Министерства нефтеперерабатывающей и нефтехимической промышленности СССР                                                    | 20.04.1971      | [ ГС 119 ] |
| 131        | Галимзянов Флюр Галимзянович        | 01.02.1932 — 27.01.2010 | Ведущий инженер Уфимского моторостроительного производственного объединения Министерства авиационной промышленности СССР, Башкирская АССР                                                                   | 26.04.1971      | [ ГС 120 ] |
| 132        | Галимов Бекиш                       | 15.04.1937 — 11.10.2018 | Старший чабан совхоза имени Курманова Уилского района Актюбинской области | 08.04.1971      | [ ГС 121 ] |
| 133        | Галимов Мидхат Абдулнасырович       | 23.07.1932 — 15.08.2013 | Бригадир комплексной бригады специализированного управления № 7 строительного треста № 21 управления «Главбашстрой» Министерства промышленного строительства СССР, гор. Уфа Башкирской АССР                 | 20.12.1978      | [ ГС 122 ] |
| 134        | Галимова Дания Хадизяновна          | 29.06.1932 — 31.07.2020 | Свинарка совхоза «Ватан» Арского района Татарской АССР | 08.04.1971      | [ ГС 123 ] |
| 135        | Галин Антон Герасимович             | 29.12.1917 — 05.08.1991 | Шофёр «Братскгэсстрой» Министерства энергетики и электрификации СССР, Иркутская область | 23.02.1966      | [ ГС 124 ] |
| 136        | Галинене Гене Болесловна            | род. 1926               | Доярка экспериментального хозяйства Эльмининкской опытной станции Литовского научно-исследовательского института земледелия, Аникшчяйский район                                                             | 22.03.1966      |            |
| 137        | Галичанина Аграпина Пантелеевна     | 28.06.1925 — 06.04.2015 | Бригадир маляров строительного управления Главного управления специального строительства при Министерстве монтажных и специальных строительных работ СССР, гор. Ижевск Удмуртской АССР                      | 07.05.1971      | [ ГС 125 ] |
| 138        | Галишин Анатолий Антонович          | 1914 — ????             | Бригадир наладчиков Бельцкого сахспирткомбината, Молдавская ССР | 23.05.1966      |            |
| 139        | Галкин Александр Михайлович         | 03.03.1932 — 26.12.2015 | Звеньевой совхоза «Масловский» Новоусманского района Воронежской области | 11.12.1973      | [ ГС 126 ] |
| 140        | Галкин Дмитрий Прохорович           | 17.03.1926 — 20.12.2014 | Директор Магнитогорского металлургического комбината имени В. И. Ленина Министерства чёрной металлургии СССР, Челябинская область                                                                           | 05.03.1976      | [ ГС 127 ] |
| 141        | Галкин Иван Иванович                | 09.04.1905 — 14.04.1961 | Машинист локомотивного депо Саратов-2 Приволжской железной дороги, Саратовская область | 01.08.1959      | [ ГС 128 ] |
| 142        | Галкин Павел Николаевич             | 28.06.1932 — 18.09.2014 | Генеральный директор Запорожского титано-магниевого комбината имени 60-летия Великой Октябрьской социалистической революции Министерства цветной металлургии СССР                                           | 19.02.1986      | [ ГС 129 ] |
| 143        | Галкина Александра Николаевна       | 26.03.1915 — 26.07.1998 | Овощевод опытного хозяйства «Исток», гор. Свердловск | 30.04.1966      |            |
| 143.000003 | Галкина Анна Кузьминична            | 1928 — ????             | Звеньевая Алма-Атинского табаководческого совхоза Министерства пищевой промышленности СССР, Илийский район Алма-Атинской области                                                                            | 06.10.1950      | [ ГС 130 ] |
| 144        | Галко Владимир Никитович            | 13.10.1923 — 18.06.2009 | Буровой мастер Речицкой нефтеразведывательной экспедиции глубокого бурения треста «Белнефтегазразведка» Министерства геологии СССР, Гомельская область                                                      | 20.04.1971      | [ ГС 131 ] |
| 145        | Галков Максим Семёнович             | 22.08.1925 — 30.05.1991 | Старший механик НИИ-229 Государственного комитета Совета Министров СССР по оборонной технике, Московская область                                                                                            | 17.06.1961      | [ ГС 132 ] |
| 146        | Галочкина Клавдия Фёдоровна         | 10.12.1914 — 14.06.2002 | Ткачиха суконной фабрики имени Ленина Министерства лёгкой промышленности РСФСР, Барышский район Ульяновской области                                                                                         | 09.06.1966      | [ ГС 133 ] |
| 147        | Галочкина Надежда Николаевна        | 04.09.1935 — 25.05.2009 | Доярка колхоза «Путь к коммунизму» Пестречинского района Татарской АССР | 22.03.1966      | [ ГС 134 ] |
| 147.000004 | Галочкина Надежда Павловна          | 30.09.1903 — 10.02.1975 | Доярка овощного совхоза «Бодрое» Министерства мясной и молочной промышленности СССР, Сокольнический район гор. Москвы                                                                                       | 03.09.1949      | [ ГС 135 ] |
| 148        | Галстян Назани Саркисовна           | 1908 — ????             | Председатель колхоза имени Шаумяна Шаумянского района Армянской ССР | 07.03.1960      | [ ГС 136 ] |
| 149        | Галстян-Погосян Лилифар Минасовна   | 1919 — ????             | Звеньевая колхоза «Кармир ранчпар» Иджеванского района Армянской ССР | 14.06.1950      | [ ГС 137 ] |
| 150        | Галустов Абрам Макиевич             | 1890 — ????             | Бригадир виноградарского совхоза имени Низами Министерства пищевой промышленности СССР, Азербайджанская ССР                                                                                                 | 04.09.1950      | [ ГС 138 ] |
| 151        | Галустян Петрос Макичевич           | 1906 — ????             | Бригадир виноградарского совхоза имени Низами Министерства пищевой промышленности СССР, Азербайджанская ССР                                                                                                 | 04.09.1950      | [ ГС 139 ] |
| 152        | Галухин Яков Иванович               | 14.08.1930 — 23.12.2001 | Звеньевой по выращиванию картофеля колхоза «Правда» Горецкого района Могилёвской области | 26.03.1982      | [ ГС 140 ] |
| 153        | Галуцкий Геннадий Павлович          | 08.05.1937 — 05.12.2019 | Машинист экскаватора механизированной колонны № 8 треста «Сибстроймеханизация» Министерства транспортного строительства СССР, Хакасская автономная область                                                  | 12.04.1966      | [ ГС 141 ] |
| 154        | Галушка Валентина Фёдоровна         | 25.01.1927 — 17.06.1994 | Звеньевая колхоза имени Орджоникидзе Никопольского района Днепропетровской области | 08.04.1971      | [ ГС 142 ] |
| 155        | Галушка Дмитрий Фёдорович           | 01.10.1929 — 09.10.1998 | Сталевар Запорожского металлургического завода «Днепроспецсталь» имени А. Н. Кузьмина Министерства чёрной металлургии Украинской ССР                                                                        | 22.03.1966      | [ ГС 143 ] |
| 156        | Галушка Ксения Андреевна            | 1894 — ????             | Звеньевая колхоза имени Шевченко Городокского района Львовской области | 26.02.1958      | [ ГС 144 ] |
| 157        | Галушка Мария Максимовна            | 24.05.1921 — 20.09.1980 | Трактористка колхоза имени Черняховского Томашпольского района Винницкой области | 08.04.1971      | [ ГС 145 ] |
| 158        | Галушка Надежда Николаевна          | 26.04.1933 — 21.10.2002 | Звеньевая колхоза имени Сталина Новоселицкого района Черновицкой области | 06.06.1952      | [ ГС 146 ] |
| 159        | Галущак Савва Кириллович            | 17.12.1911 — 21.03.1997 | Первый секретарь Макинского райкома Компартии Казахстана, Акмолинская область | 11.01.1957      | [ ГС 147 ] |
| 160        | Галущак Фёдор Трофимович            | 30.06.1927 — 05.01.1992 | Бригадир трубоукладчиков строительно-монтажного управления № 5 треста «Химстрой» Министерства среднего машиностроения СССР, Томская область                                                                 | 26.04.1971      | [ ГС 148 ] |
| 161        | Гальвялене Зофия Ионовна            | 1914 — ????             | Доярка колхоза «Тиеса» Паневежского района Литовской ССР | 22.03.1966      |            |
| 162        | Гальчанский Николай Игнатович       | 24.12.1914 — 12.11.1972 | Председатель колхоза «Октябрь» Буртинского района Чкаловской области | 11.01.1957      | [ ГС 149 ] |
| 163        | Гальченко Александр Яковлевич       | 05.09.1923 — 19.02.2007 | Горнорабочий очистного забоя шахты «Зенковские уклоны» комбината «Прокопьевскуголь» Министерства угольной промышленности СССР, Кемеровская область                                                          | 30.03.1971      | [ ГС 150 ] |
| 164        | Галюк Никон Павлович                | 05.04.1899 — 27.07.1988 | Председатель колхоза «Шлях до комунизму» Пологского района Запорожской области | 22.03.1966      | [ ГС 151 ] |
| 165        | Галямин Владимир Павлович           | 07.07.1938 — 02.02.2010 | Плавильщик Серовского завода ферросплавов Министерства чёрной металлургии СССР, Свердловская область | 02.03.1981      | [ ГС 152 ] |
| 166        | Гамалей Иван Аврамович              | род. 1931               | Бригадир монтажников Хабаровского домостроительного комбината Министерства строительства предприятий тяжёлой индустрии СССР, Хабаровский край                                                               | 05.04.1971      | [ ГС 153 ] |
| 167        | Гамаюрова Пелагея Михайловна        | 13.04.1923 — 12.08.2001 | Бригадир подсобного хозяйства «Черевково» Министерства внутренних дел СССР, Черевковский район Архангельской области                                                                                        | 21.07.1952      | [ ГС 154 ] |
| 168        | Гамбаров Мамед Муталлим оглы        | 15.02.1926 — 1995       | Буровой мастер Сангачальского морского управления буровых работ объединения «Каспморнефть» Министерства нефтяной промышленности СССР, Азербайджанская ССР                                                   | 02.10.1974      | [ ГС 155 ] |
| 169        | Гамбашидзе Георгий Степанович       | 1900 — ????             | Председатель исполнительного комитета Орджоникидзевского районного Совета депутатов трудящихся Грузинской ССР                                                                                               | 09.08.1949      | [ ГС 156 ] |
| 170        | Гамзаев Сулейман Мамед оглы         | 24.07.1916 — 16.11.1974 | Заведующий овцеводческой фермой колхоза «26 комиссаров» Кахского района Азербайджанской ССР | 21.11.1958      |            |
| 171        | Гамзатов Расул Гамзатович           | 08.09.1923 — 03.11.2003 | Председатель правления Союза писателей Дагестана, народный поэт Дагестана, гор. Москва | 27.09.1974      | [ ГС 157 ] |
| 172        | Гамисония Джоджо Пахвалович         | 1885 — ????             | Звеньевой колхоза имени Ленина Гальского района Абхазской АССР | 21.02.1948      | [ ГС 158 ] |
| 173        | Гамкрелидзе Александра Илларионовна | род. 1940               | Ткачиха Кутаисского шелкокомбината Министерства лёгкой промышленности Грузинской ССР | 02.04.1966      | [ ГС 159 ] |
| 174        | Гамов Пётр Алексеевич               | 1934 — 12.11.1998       | Бригадир слесарей-монтажников строительного управления «Промстрой-2» треста «Новотроицкметаллургстрой» Министерства строительства предприятий тяжёлой индустрии СССР, Оренбургская область                  | 07.06.1979      | [ ГС 160 ] |
| 175        | Гамс Вольдемар Карлович             | 08.05.1920 — 03.09.2002 | Капитан рыболовного сейнера «Гибкий» рыболовецкого колхоза «Новый мир» Шкотовского промышленного района Приморского края                                                                                    | 13.04.1963      | [ ГС 161 ] |
| 176        | Гангадзе Маргарита Исаковна         | 1917 — ????             | Колхозница колхоза села Сативе Хашурского района Грузинской ССР | 08.04.1971      |            |
| 177        | Ганган Андрей Ильич                 | 17.09.1917 — 1981       | Заведующий фермой колхоза имени Мичурина Чимишлийского района Молдавской ССР | 22.03.1966      | [ ГС 162 ] |
| 178        | Ганжа Александр Иванович            | 06.10.1929 — 22.09.2017 | Старший машинист экскаватора Хойникского строительно-монтажного управления треста «Калинковичиводстрой» Министерства мелиорации и водного хозяйства Белорусской ССР, Гомельская область                     | 08.04.1971      | [ ГС 163 ] |
| 179        | Ганжа Анна Петровна                 | 1918 — ????             | Звеньевая Ленинского свеклосовхоза Министерства пищевой промышленности СССР, Кегичёвский район Харьковской области                                                                                          | 30.04.1948      |            |
| 180        | Ганжа Иван Куприянович              | 23.06.1940 — 26.12.2013 | Бригадир совхоза «Пограничный» Константиновского района Амурской области | 15.12.1972      | [ ГС 164 ] |
| 181        | Ганжа Конон Данилович               | 1916 — ????             | Бригадир тракторной бригады Берёзовской МТС Красноярского края | 01.06.1949      |            |
| 182        | Ганжа Ксения Егоровна               | 01.1903 — 1982          | Звеньевая колхоза «Революционный шлях» Ново-Светловского района Ворошиловградской области | 19.04.1949      | [ ГС 165 ] |
| 182.000005 | Ганжа Татьяна Павловна              | род. 1927               | Звеньевая колхоха «Жовтень» Каменского района Кировоградской области | 13.05.1948      |            |
| 183        | Ганиев Бахрон                       | 1913 — ????             | Бригадир колхоза имени Кирова Комсомольского района Самаркандской области | 12.07.1949      |            |
| 184        | Ганиев Исмут Мустафович             | 11.06.1914 — 19.09.1986 | Бригадир тракторной бригады Тахтамукайской МТС Адыгейской автономной области | 24.02.1948      | [ ГС 166 ] |
| 185        | Ганиев Тургун                       | род. 1938               | Машинист экскаватора передвижной механизированной колонны № 34 управления «Джизакстепстрой» Министерства мелиорации и водного хозяйства Узбекской ССР, Джизакская область                                   | 13.03.1981      | [ ГС 167 ] |
| 186        | Ганиев Хафиз                        | 03.03.1926 — 12.06.1990 | Помощник старшего мастера мартеновского цеха Узбекского металлургического завода имени Ленина Ташкентского совнархоза, гор. Бекабад                                                                         | 19.07.1958      | [ ГС 168 ] |
| 187        | Ганиева Ана Ханум Исмаил кызы       | 20.09.1914 — 24.10.1976 | Пекарь-мастер Бакинского хлебокомбината № 2 Министерства пищевой промышленности Азербайджанской ССР | 26.04.1971      | [ ГС 169 ] |
| 188        | Ганин Яков Митрофанович             | 1885 — 16.08.1957       | Начальник службы вагонного хозяйства Московской Окружной железной дороги | 05.11.1943      | [ ГС 170 ] |
| 189        | Ганичев Александр Никитович         | 25.08.1918 — 02.01.1983 | Главный конструктор Тульского государственного научно-исследовательского института точного машиностроения Министерства машиностроения СССР                                                                  | 26.04.1971      | [ ГС 171 ] |
| 190        | Ганкевич Валентина Ивановна         | 08.10.1932 — ????       | Бригадир рабочих Черниговского мясокомбината Министерства мясной и молочной промышленности Украинской ССР                                                                                                   | 17.03.1981      | [ ГС 172 ] |
| 191        | Ганоцкий Леонид Александрович       | 05.03.1921 — 08.08.2000 | Бригадир экипажа экскаватора передвижной механизированной колонны № 6 Главдонводстроя, гор. Батайск, Ростовская область                                                                                     | 08.04.1971      | [ ГС 173 ] |
| 192        | Ганцева Лидия Ивановна              | 06.01.1938 — 03.07.2000 | Доярка Уфимского совхоза Уфимского района Башкирской АССР | 22.03.1966      | [ ГС 174 ] |
| 193        | Ганчев Фёдор Иорданович             | 1900 — ????             | Председатель колхоза имени Димитрова гор. Мукачево Закарпатской области | 28.02.1949      | [ ГС 175 ] |
| 194        | Ганькевич Анатолий Борисович        | 15.01.1912 — 11.09.1986 | Директор Николаевского судостроительного завода имени И. И. Носенко Министерства судостроительной промышленности СССР, гор. Николаев                                                                        | 25.07.1966      | [ ГС 176 ] |
| 195        | Гапиенко Иван Стефанович            | 21.01.1914 — 1995       | Комбайнёр Нижнегорской МТС Крымской области | 17.05.1952      | [ ГС 177 ] |
| 196        | Гапон Степан Григорьевич            | род. 01.09.1929         | Бригадир проходчиков шахтостроительного управления № 4 треста «Укрособуглемонтаж», гор. Червоноград Львовской области                                                                                       | 11.08.1966      |            |
| 197        | Гапонов Яков Демьянович             | 15.10.1913 — ????       | Начальник участка Ясиноватского строительно-монтажного управления треста «Сталиншахтостроймонтаж» Министерства строительства предприятий угольной промышленности Украинской ССР, Сталинская область         | 26.04.1957      | [ ГС 178 ] |
| 198        | Гапонов-Грехов Андрей Викторович    | 07.06.1926 — 02.06.2022 | Директор Института прикладной физики Академии наук СССР, академик АН СССР, гор. Горький | 06.06.1986      | [ ГС 179 ] |
| 199        | Гарабажиу Мария Ивановна            | 16.02.1924 — 31.03.2007 | Звеньевая колхоза имени Ватутина Новоселицкого района Черновицкой области | 06.06.1952      | [ ГС 180 ] |
| 200        | Гарагуля Константин Фомич           | 21.05.1908 — 18.05.1984 | Старший кольцевой трубоволочильного цеха Никопольского южнотрубного завода Днепропетровского совнархоза | 19.07.1958      | [ ГС 181 ] |
| 201        | Гараджаев Ата                       | 1917 — ????             | Старший чабан колхоза имени Ленина Сталинского района Марыйской области | 05.08.1958      | [ ГС 182 ] |
| 202        | Гараджаев Чопан                     | 1915 — ????             | Звеньевой колхоза «Большевик» Куня-Ургенчского района Ташаузской области | 11.06.1949      | [ ГС 183 ] |
| 203        | Гараджаева Айджагуль                | 1921 — ????             | Звеньевая колхоза «Большевик» Куня-Ургенчского района Ташаузской области | 30.07.1951      | [ ГС 184 ] |
| 204        | Гараев Рафаил Закирович             | 15.09.1930 — 11.01.2010 | Бригадир каменщиков строительного треста № 21 Министерства промышленного строительства СССР, гор. Уфа Башкирской АССР                                                                                       | 05.04.1971      | [ ГС 185 ] |
| 205        | Гаран Дмитрий Семёнович             | 11.08.1930 — 03.09.2018 | Бригадир колхоза имени Крупской Нижнегорского района Крымской области | 22.12.1977      | [ ГС 186 ] |
| 206        | Гаранин Николай Филиппович          | 11.09.1913 — 30.06.1985 | Председатель колхоза «Сердце пятилетки» Карсунского района Ульяновской области | 11.07.1950      | [ ГС 187 ] |
| 207        | Гарбич Бронислав Франкович          | род. 22.11.1930         | Бригадир колхоза имени газеты «Правда» Дрогобычского района Львовской области | 23.06.1966      |            |
| 208        | Гарбузов Василий Фёдорович          | 03.07.1911 — 12.11.1985 | Министр финансов СССР, гор. Москва | 02.07.1981      | [ ГС 188 ] |
| 209        | Гарбузюк Елена Максимовна           | 1914 — ????             | Доярка экспериментальной базы «Терезино» Киевской научно-исследовательской станции животноводства, Белоцерковский район Киевской области                                                                    | 12.08.1952      |            |
| 210        | Гардава Натела Бочоевна             | род. 1932               | Колхозница колхоза имени Берия Ахалсопельского сельсовета Зугдидского района Грузинской ССР | 19.07.1950      | [ ГС 189 ] |
| 211        | Гардыга Макар Васильевич            | 05.08.1907 — 16.02.1991 | Директор Славянского керамического комбината Министерства промышленности строительных материалов Украинской ССР, Донецкая область                                                                           | 12.05.1977      | [ ГС 190 ] |
| 212        | Гарибян Месроп Мовсесович           | 1914—1978               | Звеньевой колхоза имени Ворошилова района имени Берия Армянской ССР | 27.09.1949      | [ ГС 191 ] |
| 213        | Гарибян Шмавон Акопович             | 1936 — 2004             | Колхозник колхоза имени Карла Маркса Мартунинского района Нагорно-Карабахской автономной области | 12.12.1973      | [ ГС 192 ] |
| 214        | Гарин Михаил Петрович               | 17.05.1913 — 26.10.1982 | Директор Московского прожекторного завода Министерства электротехнической промышленности СССР | 16.01.1981      | [ ГС 193 ] |
| 215        | Гарин Фёдор Данилович               | 10.02.1908 — 1987       | Путевой рабочий строительно-монтажного поезда № 833 Министерства транспортного строительства СССР, Кемеровская область                                                                                      | 19.05.1960      | [ ГС 194 ] |
| 216        | Гарипов Асгат Гарипович             | 15.01.1921 — 30.03.2001 | Оператор по добыче нефти и газа нефтегазодобывающего управления «Актюбанефть» объединения «Татнефть» Министерства нефтяной промышленности СССР, Татарская АССР                                              | 30.03.1971      | [ ГС 195 ] |
| 217        | Гарифулина Нурдида Кияметдиновна    | 21.03.1925 — 16.02.2022 | Доярка Ульяновской областной государственной опытной станции животноводства, Майнский район | 06.09.1973      | [ ГС 196 ] |
| 218        | Гарифуллин Бари Гарифуллович        | 10.05.1907 — 21.12.2003 | Комбайнёр Муралинской МТС Апастовского района Татарской АССР | 04.08.1952      | [ ГС 197 ] |
| 219        | Гаркавенко Иван Петрович            | 27.01.1918 — 29.11.2008 | Командир отделения 8-го отдельного восстановительного железнодорожного батальона, старшина | 05.11.1943      | [ ГС 198 ] |
| 220        | Гаркавый Прокофий Фомич             | 08.07.1908 — 01.04.1984 | Заведующий отделом Всесоюзного селекционно-генетического института, гор. Одесса | 08.04.1971      | [ ГС 199 ] |
| 221        | Гаркуненко Галина Сергеевна         | 07.12.1915 — 07.11.1976 | Звеньевая колхоза имени Сталина Верхне-Баканского района Краснодарского края | 24.08.1951      | [ ГС 200 ] |
| 222        | Гаркуша Иван Максимович             | 24.10.1929 — 31.03.2012 | Старший рафинировщик Новосибирского оловянного комбината Министерства цветной металлургии СССР | 30.03.1971      | [ ГС 201 ] |
| 223        | Гаркушин Иван Лукьянович            | 1908 — ????             | Звеньевой колхоза имени Калинина Лагодехского района Грузинской ССР | 03.05.1949      | [ ГС 202 ] |
| 224        | Гарлиев Джума                       | 1922 — ????             | Звеньевой колхоза «8 марта» Куня-Ургенчского района Ташаузской области | 11.06.1949      | [ ГС 203 ] |
| 225        | Гарлиев Меле                        | 1921 — ????             | Звеньевой колхоза «8 марта» Куня-Ургенчского района Ташаузской области | 05.04.1948      | [ ГС 204 ] |
| 226        | Гарлинская Анастасия Евтихиевна     | 20.07.1917 — 01.03.1982 | Доярка колхоза имени Сталина Голобского района Волынской области | 26.02.1958      | [ ГС 205 ] |
| 226.000006 | Гарманова Любовь Николаевна         | 1922—1994               | Звеньевая виноградарского совхоза «Суворовский» Министерства пищевой промышленности СССР, Минераловодский район Ставропольского края                                                                        | 16.10.1950      | [ ГС 206 ] |
| 227        | Гарматюк Анна Павловна              | 1919—1993               | Звеньевая колхоза имени Ленина Шаргородского района Винницкой области | 16.02.1948      | [ ГС 207 ] |
| 228        | Гармаш Дарья Матвеевна              | 21.12.1919 — 01.07.1988 | Управляющая Рыбновским районным объединением «Сельхозтехника» Рязанской области | 08.04.1971      | [ ГС 208 ] |
| 229        | Гармаш Иван Исаевич                 | 01.05.1916 — 09.02.1979 | Председатель колхоза «Советская Россия» Павловского района Краснодарского края | 08.04.1971      | [ ГС 209 ] |
| 230        | Гармаш Николай Данилович            | 24.12.1924 — 13.11.2004 | Старший чабан совхоза «Раздольненский» Раздольненского района Крымской области | 22.03.1966      | [ ГС 210 ] |
| 231        | Гармаш Николай Кузьмич              | 04.02.1903 — 01.11.1991 | Председатель колхоза «Новый шлях» Черниговского района Черниговской области | 26.02.1958      | [ ГС 211 ] |
| 232        | Гармашов Владимир Павлович          | 31.05.1936 — 18.09.2007 | Бригадир комплексной бригады Билибинского горно-обогатительного комбината объединения «Северовостокзолото» Министерства цветной металлургии СССР, Магаданская область                                       | 02.03.1981      | [ ГС 212 ] |
| 233        | Гармелия Мича Давидовна             | род. 1928               | Колхозница колхоза имени Чкалова Очемчирского района Абхазской АССР | 19.07.1950      |            |
| 234        | Гарус Александр Григорьевич         | 14.09.1929 — ????       | Горнорабочий очистного забоя шахты № 1—2 «Горская» треста «Первомайскуголь» комбината «Луганскуголь» Министерства угольной промышленности Украинской ССР, Луганская область                                 | 29.06.1966      | [ ГС 213 ] |
| 235        | Гаручава Валериан Силибистрович     | 1925 — ????             | Звеньевой колхоза имени Берия Маяковского сельсовета Маяковского района Грузинской ССР | 09.08.1949      | [ ГС 214 ] |
| 236        | Гарцуев Павел Николаевич            | 04.01.1905 — 23.12.1969 | Начальник Кировской железной дороги, гор. Беломорск Карело-Финской ССР | 05.11.1943      | [ ГС 215 ] |
| 237        | Гасанов Аллахверды Гюльмамед оглы   | 1908 — 25.08.1975       | Заведующий районным отделом сельского хозяйства Зангеланского района Азербайджанской ССР | 10.03.1948      | [ ГС 216 ] |
| 238        | Гасанов Генрих Алиевич              | 08.07.1910 — 28.05.1973 | Начальник и главный конструктор бюро Балтийского судостроительного завода имени Серго Орджоникидзе Министерства судостроительной промышленности, гор. Ленинград                                             | 30.03.1970      | [ ГС 217 ] |
| 239        | Гасанов Мамед Рза Дадаш оглы        | 16.08.1909 — 16.07.1984 | Председатель колхоза имени Азизбекова Ахсуинского района Азербайджанской ССР | 10.03.1948      | [ ГС 218 ] |
| 240        | Гасанов Насиб Мамед Гасан оглы      | 10.05.1912 — 01.01.1979 | Главный агроном отдела сельского хозяйства Нухинского района Азербайджанской ССР | 01.07.1949      | [ ГС 219 ] |
| 241        | Гасанов Панах Аллахверди оглы       | 09.05.1930 — ????       | Бригадир колхоза имени М. Б. Касумова Имишлинского района Азербайджанской ССР | 08.04.1971      | [ ГС 220 ] |
| 242        | Гасанова Асли Бела кызы             | 1905 — ????             | Звеньевая виноградарского совхоза имени Низами Министерства пищевой промышленности СССР, Таузский район Азербайджанской ССР                                                                                 | 05.10.1949      | [ ГС 221 ] |
| 243        | Гасанова Баяз Гасаналы кызы         | 1918 — ????             | Звеньевая колхоза имени Ленина Джебраильского района Азербайджанской ССР | 10.03.1948      | [ ГС 222 ] |
| 244        | Гасанова Гызгайыт Салман кызы       | 1924 — 22.08.2012       | Звеньевая колхоза имени Тельмана Пушкинского района Азербайджанской ССР | 10.03.1948      | [ ГС 223 ] |
| 245        | Гасанова Гюлистан Агали кызы        | род. 25.05.1925         | Доярка совхоза «40 лет Советского Азербайджана» Исмаиллинского района Азербайджанской ССР | 23.02.1981      | [ ГС 224 ] |
| 246        | Гасанова Залхай Махмуд кызы         | 31.12.1941 — 11.10.2023 | Колхозница колхоза имени С. Вургуна Закатальского района Азербайджанской ССР | 10.02.1975      | [ ГС 225 ] |
| 247        | Гасанова Замина Гасан кызы          | 10.05.1918 — 2006       | Оцинковщица Азербайджанского трубопрокатного завода Азербайджанского совнархоза, гор. Сумгаит | 07.03.1960      | [ ГС 226 ] |
| 248        | Гасанова Зулейха Аскерали кызы      | 31.01.1927 — 01.12.2011 | Звеньевая колхоза имени Орджоникидзе Масаллинского района Азербайджанской ССР | 01.07.1949      | [ ГС 227 ] |
| 249        | Гасанова Марьям Керим кызы          | 1922—1983               | Звеньевая виноградарского совхоза имени Низами Министерства пищевой промышленности СССР, Таузский район Азербайджанской ССР                                                                                 | 05.10.1949      | [ ГС 228 ] |
| 250        | Гасанова Меллайим Мехти кызы        | 1927 — ????             | Звеньевая Агдамского виноградарского совхоза Министерства промышленности продовольственных товаров СССР, Агдамский район Азербайджанской ССР                                                                | 16.05.1955      | [ ГС 229 ] |
| 251        | Гасанова Саяд Адиль кызы            | 18.03.1928 — ????       | Звеньевая колхоза имени Сталина Карягинского района Азербайджанской ССР | 10.03.1948      | [ ГС 230 ] |
| 252        | Гасанова Фатьма Акпер кызы          | 25.02.1928 — 09.04.2015 | Звеньевая виноградарского совхоза имени Азизбекова Министерства пищевой промышленности СССР, Азербайджанская ССР                                                                                            | 04.09.1950      | [ ГС 231 ] |
| 253        | Гасанова Чичак Мамедали кызы        | 1914—1989               | Звеньевая колхоза «Октябрь» Зангеланского района Азербайджанской ССР | 10.03.1948      | [ ГС 232 ] |
| 254        | Гасанпур Гусейн Гасан оглы          | 1912 — 09.08.1990       | Звеньевой виноградарского совхоза имени Багирова Министерства пищевой промышленности СССР, Азербайджанская ССР                                                                                              | 03.09.1951      | [ ГС 233 ] |
| 255        | Гасевский Сергей Семёнович          | 12.06.1931 — 18.12.1992 | Старший скотник племсовхоза «Тобольский» Орджоникидзевского района Кустанайской области | 06.06.1990      | [ ГС 234 ] |
| 256        | Гаспарян Апрес Бегларович           | 1918—2000               | Комбайнёр Норакертской МТС Армянской ССР | 02.06.1952      | [ ГС 235 ] |
| 257        | Гаспарян Аракса Амбарцумовна        | род. 24.10.1926         | Заместитель директора средней школы № 1, гор. Арарат Армянской ССР | 27.06.1978      | [ ГС 236 ] |
| 258        | Гаспарян Вачаган Арсенович          | 1923 — ????             | Бригадир колхоза села Варденик Мартунинского района Армянской ССР | 30.04.1966      | [ ГС 237 ] |
| 259        | Гаспарян Гоар Микаэловна            | 14.12.1924 — 16.05.2007 | Армянская певица (сопрано), профессор Ереванской республиканской консерватории имени Комитаса, народная артистка СССР                                                                                       | 11.12.1984      | [ ГС 238 ] |
| 259.000007 | Гаспирович Любовь Трофимовна        | 21.03.1921 — 14.12.1982 | Звеньевая колхоза «Красная звезда» Пластуновского района Краснодарского края | 02.06.1950      | [ ГС 239 ] |
| 260        | Гасымов Алман Фарман оглы           | 15.08.1937 — 1998       | Машинист камнерезной машины Карадагского комбината строительных материалов Министерства промышленности строительных материалов Азербайджанской ССР                                                          | 19.03.1981      | [ ГС 240 ] |
| 261        | Гасымов Мусейиб Гасым оглы          | 1897 — 29.12.1959       | Звеньевой колхоза имени Чапаева Масаллинского района Азербайджанской ССР | 17.08.1950      | [ ГС 241 ] |
| 262        | Гатауллин Самат Самигуллович        | 10.07.1929 — 08.05.2011 | Мастер по подземному ремонту скважин нефтегазодобывающего управления «Альметьевнефть» производственного объединения «Татнефть» имени В. Д. Шашина Министерства нефтяной промышленности СССР, Татарская АССР | 02.03.1981      | [ ГС 242 ] |
| 263        | Гатенадзе Хасан Юсупович            | 1910—1999               | Агроном колхоза имени Молотова Кобулетского района Аджарской АССР | 01.09.1951      | [ ГС 243 ] |
| 264        | Гаулика Николай Григорьевич         | род. 1920               | Звеньевой колхоза «Днестр» Сорокского района Молдавской ССР | 23.06.1966      |            |
| 265        | Гаурлик Аркадий Викентьевич         | 04.12.1910 — 17.06.1992 | Директор Луговской МТС Джамбулской области | 28.03.1948      | [ ГС 244 ] |
| 266        | Гафуров Джабар                      | 1924 — 27.12.1996       | Монтёр Хорогского эксплуатационно-технического узла связи Министерства связи Таджикской ССР, Горно-Бадахшанская автономная область                                                                          | 04.05.1971      | [ ГС 245 ] |
| 267        | Гафуров Нусрат                      | 1932 — 31.12.1975       | Поливальщик колхоза имени Ленина Куйбышевского района Таджикской ССР | 08.04.1971      | [ ГС 246 ] |
| 268        | Гаценко Андрей Тихонович            | 29.10.1928 — 19.12.1987 | Горнорабочий очистного забоя шахты «Южная» № 1 комбината «Ростовуголь» Министерства угольной промышленности СССР, Ростовская область                                                                        | 30.03.1971      | [ ГС 247 ] |
| 269        | Гацуц Митрофан Петрович             | 1905 — 22.12.1980       | Первый секретарь Кривоозёрского райкома Компартии Украины, Николаевская область | 26.02.1958      |            |
| 270        | Гачек Пётр Николаевич               | 1908 — ????             | Председатель колхоза имени Жданова Теребовлянского района Тернопольской области | 26.02.1958      |            |
| 271        | Гачечиладзе Илья Захариевич         | 1901 — ????             | Звеньевой колхоза имени Микояна Зестафонского района Грузинской ССР | 09.08.1949      | [ ГС 248 ] |
| 272        | Гашимов Алескер Гашим оглы          | 1912 — ????             | Старший механик Зангеланской МТС Азербайджанской ССР | 10.03.1948      | [ ГС 249 ] |
| 273        | Гаязова Гульслу Халиловна           | 13.10.1936 — 15.02.2004 | Штукатур-маляр Управления строительства Кармановской ГРЭС Министерства энергетики и электрификации СССР, Башкирская АССР                                                                                    | 03.01.1974      | [ ГС 250 ] |

| Навигационная таблица | Навигационная таблица   |
| --------------------- | ----------------------- |
| «Г»                   | Габалис — Гаязова       |
| «Г»                   | Гвадзабия — Гныдюк      |
| «Г»                   | Гоберман — Гошхотелиани |
| «Г»                   | Грабин — Грязных        |
| «Г»                   | Губа — Гюрекян          |